# Heracleum palmatum
Heracleum palmatum là một loài thực vật có hoa trong họ Hoa tán. Loài này được Baumg. mô tả khoa học đầu tiên.